# لدائن صلبة بالحرارة

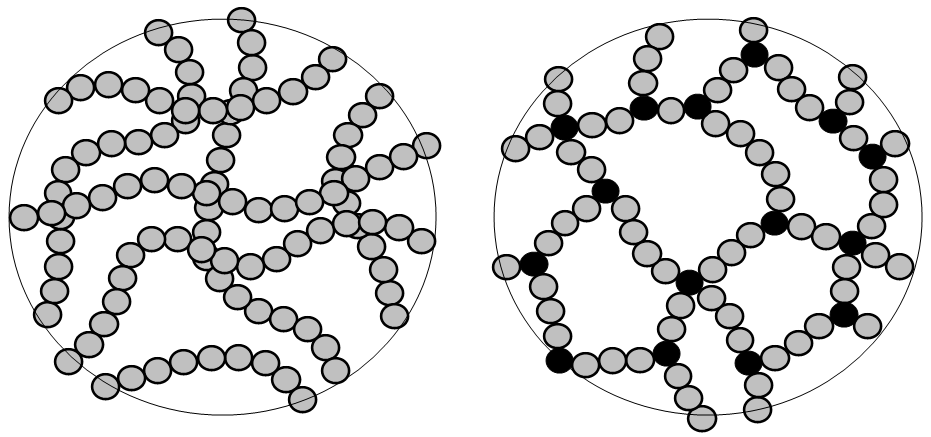

اللدائن الصلبة بالحرارة (صلب بالحرارة) هو مصطلح خاص بنوعية خاصة من البوليمرات التي يحدث لها تصلب، عن طريق الطاقة لتنتقل لحالة أصلب من حالتها الأولى. وقد تكون هذه الطاقة في شكل حرارة (غالبا أكبر من 200 درجة مئوية), أو عن طريق تفاعل كيميائي (جزئان من الإيبوكسي مثلا), أو عن طريق التعرض للإشعاع. المواد الصلبى بالحرارة غالبا ما تكون سائلة أو قابلة للطرق قبل عملية التصلب، ومصممة بحيث تأخذ الشكل المراد لها بعد التصلب، كما تستخدم أيضا كلواصق.
يمكن لراتينجات البوليمرات أن تتحول إلى لدائن أو مطاط عن طريق عملية التشابك. كما يتم استخدام الحرارة للحصول على تفرع ثلاثي صلب الأبعاد من السلاسل الجزيئية. ولا تذوب المواد الصلبة بالحرارة بعد تصلبها.
المواد الصلبة بالحرارة غالبا ما تكون أصلب من المواد اللدنة بالحرارة. كما أنها أفضل عند التعامل مع تطبيقات الحرارات العالية. ومن الصعب عمل إعاد تشغيل لهامثل المواد اللدنة بالحرارة، والتي يمكن أن تذوب ويعاد تشكيلها مرة أخرى.

## أمثلة للمواد الصلبة بالحرارة
- المطاط.
- البكالايت (يستخدم كعازل للكهرباء).
- اليوريا فورمالدهيد (تستخدم في الخشب الرقائقي, الخشب الحبيبي، والألواح الفيبرية المتوسطة الكثافة).
- الميلامين (يستخدم كغطاء لطاولات العمل).
- راتينج البولي إستر (يستخدم في GRP.)

## الطرق المستخدمة لتشكيل المواد الصلبة بالحرارة في قوالب
- تشكيل بالحقن (يستخدم للمنتجات مثل الأقفاص البلاستيكية).
- تشكيل بالبثق (يستخدم لعمل المواسير، الخويط والألياف الصناعية، الأسلاك الكهربية).
- التمليس (يستخدم لعمل الألواح الكبيرة من اللدائن).
- تشكيل بالضغط (يستخدم لتشكيل معظم اللدائن الصلبة بالحرارة).
- تشكيل بالنفخ (يستخدم لعمل القوارير)

## وصلات خارجية
- جمعية اللدائن التاريخية